# Magyarbóly
Magyarbóly es un pueblo ubicado en el distrito de Siklós, en el condado de Baranya, Hungría.

## Superficie
Posee una superficie de 17,22 kilómetros cuadrados.

## Demografía
Hasta 2019 la población era de 881 habitantes, con una densidad de población de 51,16 habitantes por kilómetro cuadrado.